# Dendrocoelopsis hymanae
Dendrocoelopsis hymanae är en plattmaskart som beskrevs av Masaharu Kawakatsu 1968. Dendrocoelopsis hymanae ingår i släktet Dendrocoelopsis och familjen Dendrocoelidae. Inga underarter finns listade i Catalogue of Life.